# Вібідія (кратер)

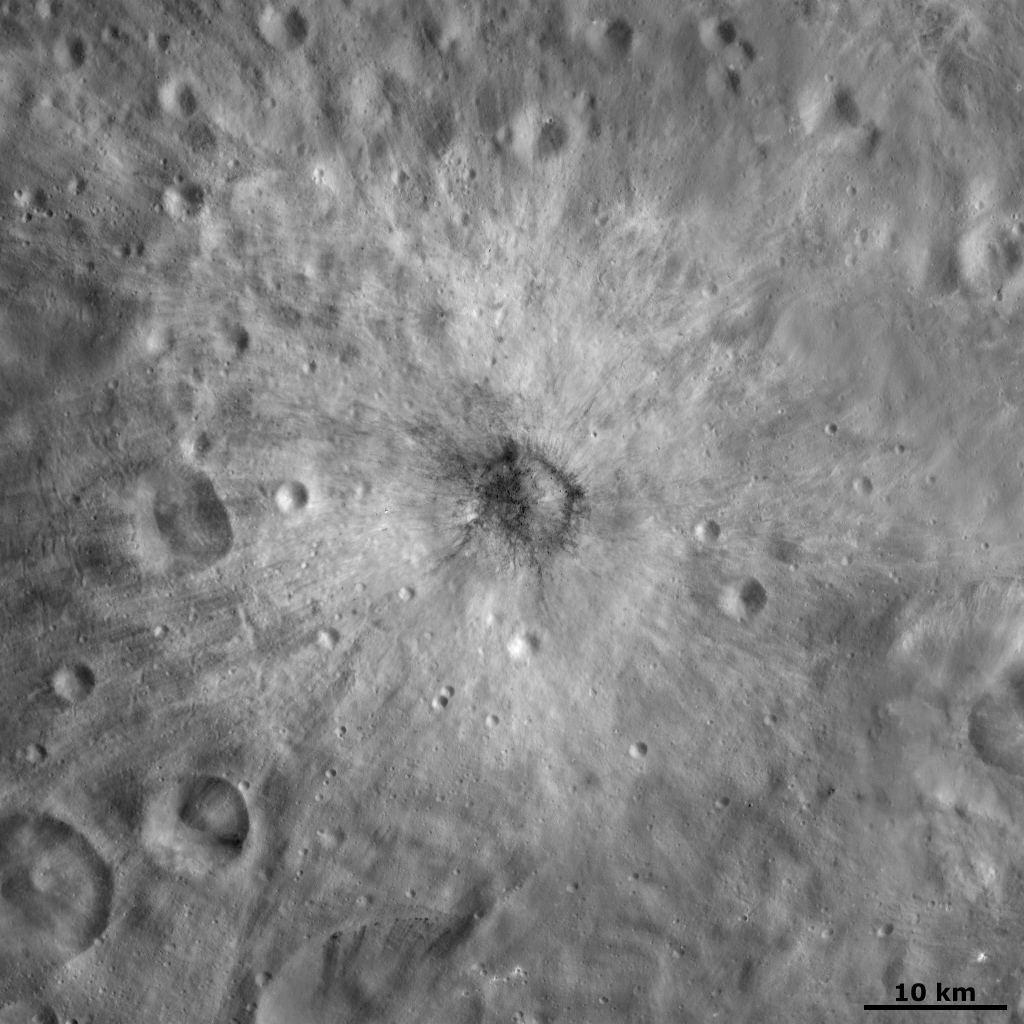
Знімок кратера Вібідія на Весті, зроблений Dawn з висоти 700 км

Вібідія — кратер на астероїді 4 Веста, розташований на 26,9° пд.ш. і 139,9° зх.д. Має діаметр 7,1 км. Існує характерна променева картина яскравого і темного матеріалу, причому яскраві промені простягаються на 15 км навколо Вібідії, а темні промені здебільшого знаходяться всередині кратера і на його краю. Промені перетинають старі кратери, але покриваються молодшими кратерами.
Кратер названий на честь римської весталки Вібідії 27 грудня 2011 року.